# Дубивко, Алексей Федосеевич
Алексей Федосеевич Дубивко (род. 14 марта 1927, Цибулёво, Зиновьевский округ) — офицер-подводник, капитан 1-го ранга, командир подводной лодки Б-36, сыгравший одну из ключевых ролей во время Карибского кризиса.

## Биография
Родился 14 марта 1927 года в селе Цибулёво. Окончил восьмилетнюю школу и поступил во Владивостокское военно-морское подготовительное училища (ВВМПУ). Окончил училище в 1945 году. Участвовал в войне с Японией. Награждён медалью «За боевые заслуги».
В 1949 году окончил Тихоокеанское высшее военно-морское училище имени С. О. Макарова по специальности штурмана. Был направлен на Северный флот.
В 1953 году в звании старшего лейтенанта получил командование средней дизельной подводной лодкой Щ-135. С 1955 по 1958 год — командир подводной лодки С-282 проекта 613. В 1958 году был назначен командиром новой строящейся лодки Б-36 проекта 641.

## Участие в Карибском кризисе
В сентябре 1962 года 4-я Краснознамённая ордена Ушакова эскадра подводных лодок начала готовиться к участию в операции «Кама», в соответствии с которой на Кубу должны были передислоцироваться четыре дизельные торпедные подводные лодки Б-4, Б-36, Б-59 и Б-130, оснащённые торпедами с ядерными боеприпасами. Подводной лодкой Б-36 командовал капитан 2 ранга А. Ф. Дубивко. Была поставлена задача скрытно перебазироваться в кубинский порт Мариэль. При подходе к Кубе в связи с изменением политической обстановки задание было изменено и лодки начали скрытное патрулирование в Карибском море в окружении большого количества противолодочных кораблей США. Оказавшись в ситуации с полностью разряженными аккумуляторными батареями, Б-36 была вынуждена всплыть почти у борта эсминца «Чарльз Б. Сесил». Использовав всплытие для вентилирования отсеков, ремонта повреждённой крышки выбрасывающего устройства и полной зарядки аккумуляторных батарей, А. Ф. Дубивко неожиданно для американских кораблей отдал команду на срочное погружение и, поднырнув под один из эсминцев, совершил отрыв от противолодочных сил с уходом на двухсотметровую глубину. Лодка продолжила патрулирование на указанной ей ранее позиции.

С особой теплотой мы вспоминаем подвиг, иначе трудно назвать, нашего командира капитана 2 ранга Дубивко Алексея Федосеевича, проявившего мужество и выдержку в экстремальной ситуации… который показал себя истинным патриотом своей Родины. Жаль, что опыт похода был настолько засекречен, что не стал достоянием даже подводников 4-й эскадры, не говоря уже обо всём Военно-Морском Флоте…
— Из воспоминаний бывшего штурмана подводной лодки «Б-36» контр-адмирала в отставке Наумова Владлена Васильевича

## Продолжение службы в ВМФ
В 1962—1967 годах А. Ф. Дубивко командовал атомной подводной лодкой К-40 658 проекта. В 1964 году экипажу ПЛ К-40 была доверена ответственная задача — первому из советских ракетных подводных атомоходов выйти на боевую службу. С 14 марта по 17 апреля ПЛ участвовала в учениях ВМФ «Ограда», проводимых в Норвежском море и Северной Атлантике. Сохранив скрытность плавания, ПЛ прошла за время похода 6582 мили, из них в подводном положении 6553 мили. Экипаж поставленные командованием задачи выполнил успешно, показав при этом отличную морскую выучку.
Впоследствии А. Ф. Дубивко окончил Военно-морскую академию, служил в оперативном управлении Главного штаба ВМФ, возглавлял смену боевого расчёта Воздушного Командного Пункта ГК ВМФ.
В 2002 году был награждён Почётной грамотой Совета Федерации Федерального Собрания РФ «За большой вклад в укрепление обороноспособности и безопасности государства, личное мужество и героизм, проявленные в ходе военно-политического конфликта между СССР и США».
В настоящее время проживает в Москве.

## Фильмография
- «„Русский“ фокстрот». Документальный фильм о советских подводниках // Автор — Сергей Барабанов. Производитель — ООО «Бегиннинг», TV Center.
- Морская сила России. ВМФ СССР в Карибском кризисе 1962 года. // Телеканал «Звезда», Корона фильм.